# هيلين ماديسون
هيلين ماديسون (Helene Madison) هي لاعبة أولمبية لرياضة السباحة من الولايات المتحدة. شاركت في الأولمبياد الصيفي في 1932، وفازت بما مجموعه 3 ميداليات.

## الميداليات
| ذهب | فضة | برونز | المجموع |
| 3   | 0   | 0     | 3       |

## روابط خارجية
- هيلين ماديسون على موقع IMDb (الإنجليزية)
- هيلين ماديسون على موقع الموسوعة البريطانية (الإنجليزية)
- هيلين ماديسون على موقع قاعدة بيانات الفيلم (الإنجليزية)
- هيلين ماديسون على موقع الاتحاد الدولي للسباحة (الإنجليزية)
- هيلين ماديسون على موقع قاعة مشاهير السباحة العالمية (الإنجليزية)
- هيلين ماديسون على موقع اللجنة الأولمبية الدولية (الإنجليزية)
- هيلين ماديسون على موقع أوليمبيديا (الإنجليزية)